# Samuel Grandsir
Samuel Grandsir (ur. 14 sierpnia 1996 w Évreux) – francuski piłkarz grający na pozycji napastnika we francuskim klubem RC Strasbourg, wypożyczony z AS Monaco.

## Życiorys
Jest wychowankiem Troyes AC. W latach 2016–2018 był zawodnikiem pierwszego zespołu tego klubu. W jego barwach zadebiutował w rozgrywkach Ligue 1 – miało to miejsce 24 kwietnia 2016 w przegranym 1:4 meczu z Montpellier HSC. 1 lipca 2018 odszedł za 3 miliony euro do AS Monaco. 20 stycznia 2019 został wypożyczony do francuskiego klubu RC Strasbourg.